# Virtua Racing
Virtua Racing ist ein Arcade-Rennspiel aus dem Jahr 1992, entwickelt von Sega-AM2. Es war eines der ersten Rennspiele, das ausschließlich auf Polygon-Grafik zur Darstellung setzte.
Der Spieler hat die Wahl zwischen drei verschiedenen Fahrzeugen und drei Strecken, die nach Schwierigkeitsgrad unterteilt sind. Das Spiel kann wahlweise alleine oder zu zweit gespielt werden.
1993 erschien der Nachfolger Virtua Formula. Die Anzahl der möglichen Spieler wurde dabei von zwei auf acht erhöht.

## Umsetzung für Spielkonsolen
Die erste Umsetzung für eine Spielkonsole erfolgte im Jahr 1994 für den Sega Mega Drive, allerdings mit nur einem Fahrzeug. Da die Hardware des Mega Drives alleine nicht ausreichend für die polygonreiche Grafik gewesen wäre, verfügt das Modul mit dem SVP über einen Koprozessor. Einige Monate später erschien mit der Markteinführung des 32X unter dem Namen Virtua Racing Deluxe eine erweiterte Version mit verbesserter Grafik, zwei zusätzlichen Strecken und drei Fahrzeugen.
Aufgrund des SVP-Chips im Modul und den damit hohen Produktionskosten wurde das Spiel bei Erscheinen für 249 DM (UVP) angeboten. Damit war Virtua Racing das teuerste Modul und überstieg sogar den damaligen Preis des Mega Drive, der bei einigen Händler verbilligt angeboten wurde. Der Verkaufspreis wurde bald nach Erscheinen auf 199 DM gesenkt.
Im Jahr 1996 wurde das Spiel für den Sega Saturn portiert. Viele Spieler bemängelten allerdings die mangelhafte Steuerung.
Für die PlayStation 2 wurde das Spiel im Rahmen der Sega Classics Collection erneut veröffentlicht.

## Chronologie
- 1992: Virtua Racing (Arcade)
- 1993: Virtua Formula (Arcade) – erweiterte Mehrspieler-Version mit bis zu acht Spielern
- 1994: Virtua Racing (Sega Mega Drive)
- 1994: Virtua Racing Deluxe (Sega 32X) – erweiterte Version mit zwei zusätzlichen Strecken und zwei zusätzlichen Fahrzeugen
- 1996: Virtua Racing (Sega Saturn) (Time Warner Interactive)
- 2003: Virtua Racing (Sega AGES-Remake für die PlayStation 2, veröffentlicht in Japan)
- 2005: Virtua Racing (Sega AGES-Remake für die PlayStation 2, veröffentlicht in Europa und den USA als Teil der Sega Classics Collection)
- 2019: Virtua Racing (Technisch überarbeitete Neuauflage des Originalspiels für die Nintendo Switch)